# Pierrot Lunaire
Dreimal sieben Gedichte aus Albert Girauds Pierrot lunaire, op. 21 – allgemein bekannt unter dem Namen Pierrot lunaire – ist ein Melodram von Arnold Schönberg.

## Werkgeschichte
Der Komponist Schönberg wurde zu Beginn des Jahres 1912 von der Schauspielerin Albertine Zehme, verheiratet mit einem Leipziger Rechtsanwalt, um die Vertonung eines Vortragstextes gebeten. Schönberg, der bei diesem Auftrag in der Auswahl der Gedichte, der musikalischen Bearbeitung und der Einstudierung völlig frei war, schuf die Komposition innerhalb der Zeit vom 2. März bis 6. Juni 1912. Schönberg wählte für sein Werk den gleichnamigen französischen Gedichtzyklus von Albert Giraud aus dem Jahr 1884 in der freien deutschen Übertragung von Otto Erich Hartleben, die 1892 in einem Privatdruck in Berlin erschien. 1911 gab der Münchner Verlag Georg Müller eine auf 400 Exemplare limitierte Neuauflage heraus.

## Werkbeschreibung
Das Werk Pierrot lunaire besteht aus 21 ausgewählten Gedichten für Sprechstimme und Kammerensemble (Klavier, Flöte [auch Piccolo], Klarinette [auch Bassklarinette], Geige [auch Bratsche] und Violoncello).
Die 21 Gedichte sind in drei Gruppen aufgeteilt und tragen folgende Titel:
- Teil 1: Mondestrunken, Colombine, Der Dandy, Eine blasse Wäscherin, Valse de Chopin, Madonna, Der kranke Mond
- Teil 2: Nacht, Gebet an Pierrot, Raub, Rote Messe, Galgenlied, Enthauptung, Die Kreuze
- Teil 3: Heimweh, Gemeinheit, Parodie, Der Mondfleck, Serenade, Heimfahrt, O alter Duft.

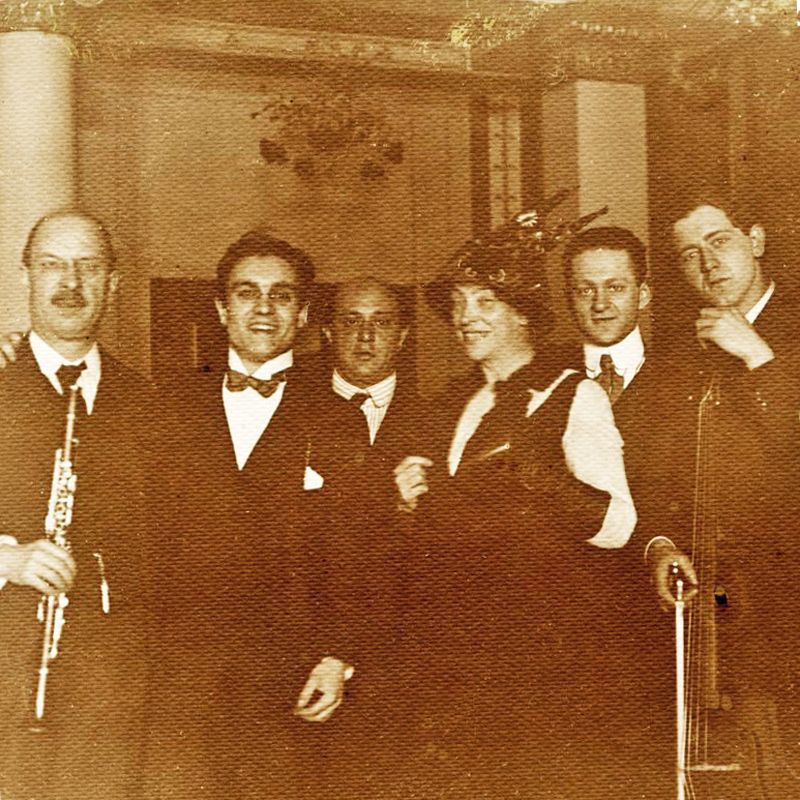
Musikerensemble der Erstaufführung 1912: Albertine Zehme (Rezitation), Hans W. de Vries (Flöte), Karl Essberger (Klarinette), Jakob Malinjak (Geige), Hans Kindler (Cello), Eduard Steuermann (Klavier)

Die Komposition ist frei atonal, aber noch nicht reihentechnisch strukturiert. Die Zwölftontechnik entwickelte Schönberg erst in späteren Jahren.
An der Einstudierung war Hermann Scherchen beteiligt, der auch auf der Tournee durch elf deutsche und österreichische Städte einen Teil der Aufführungen dirigierte. Nach 25 Proben war die Generalprobe vor geladenem Publikum am 9. Oktober 1912 angesetzt. Die Uraufführung von Pierrot lunaire fand am 16. Oktober 1912 im Berliner Choralion-Saal statt, unter der Leitung des Komponisten und mit der Auftraggeberin Albertine Zehme als Rezitatorin, der Schönberg das Werk „in herzlicher Freundschaft“ widmete. Den Klavierpart spielte Eduard Steuermann.
Die Aufführung am 24. Februar 1913 im Rudolfinum in Prag endete in einem Konzertskandal, der eine der schreckhaft-traumatischen Erfahrungen Schönbergs wurde, die der Komponist zeitlebens in Erinnerung behielt und die ihn zu späteren Garantieforderungen für ein störungsfreies Musizieren bei weiteren Pierrot-Konzerten veranlasste.
Die Groß- bzw. Kleinschreibung des „lunaire“ im Titel wird in Notenausgaben und auf Tonträgern unterschiedlich gehandhabt. Sowohl das Arnold Schönberg Center Wien als auch die Universal Edition listen das Werk mit Minuskel.

## Rezeption

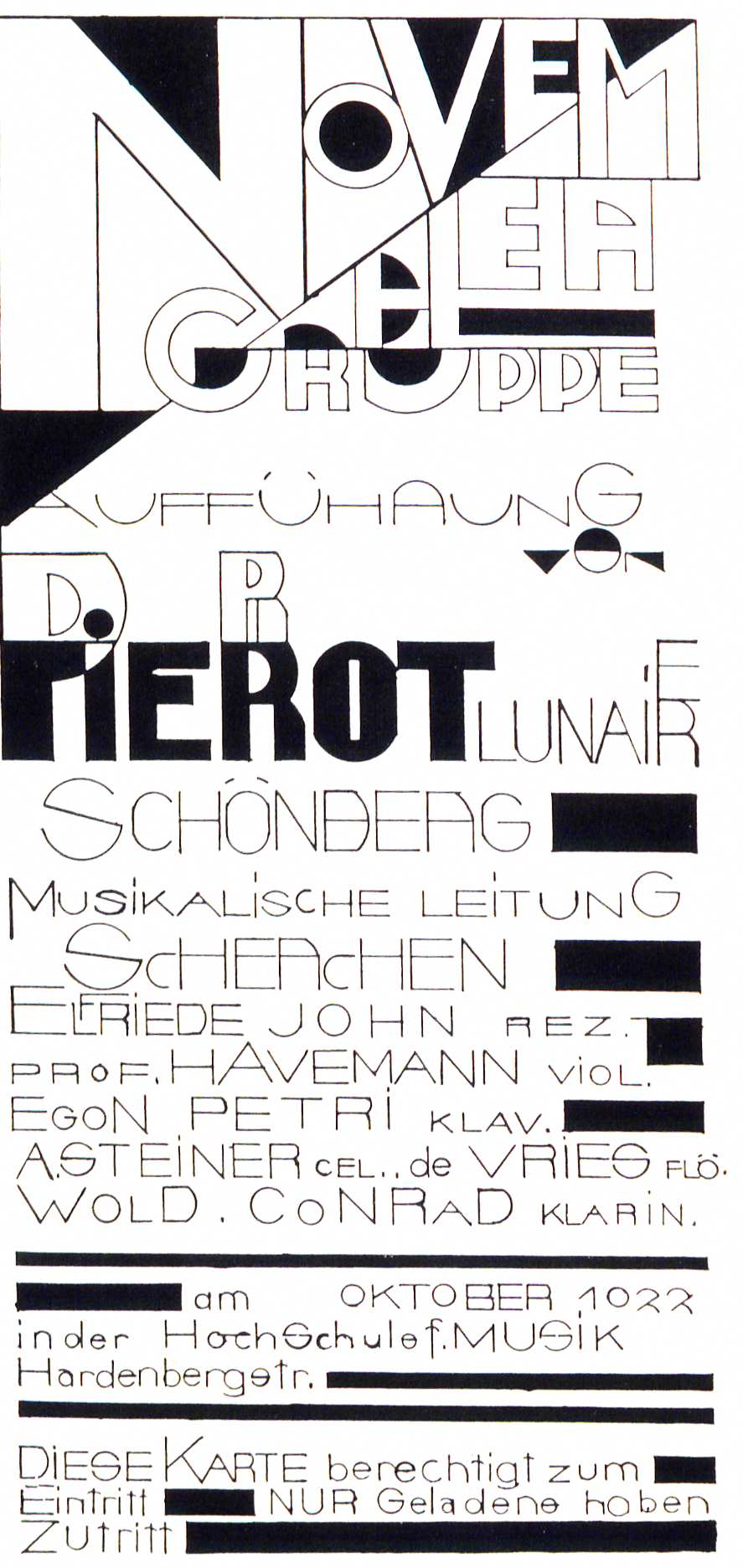
Veranstaltung der Novembergruppe in der Berliner Hochschule für Musik, 1922

Nach Anton Weberns Eindruck war die Uraufführung ein großer Erfolg für die Aufführenden und für Schönberg.
Das Werk stieß bei der Kritik auf Ablehnung, während ein Teil der Hörer, fasziniert von den neuen Klängen, mit Beifall reagierte. Salka Viertel, die Schwester von Eduard Steuermann, beschreibt dieses Konzert in ihren Memoiren Das unberechenbare Herz: „Da der Flötist kahlköpfig war, flehte Frau Zehme Schönberg an, niemand außer ihr solle vom Publikum gesehen werden. Schönberg entwarf daraufhin ein ausgeklügeltes System von Wandschirmen, welches die Musiker verbarg, Frau Zehme jedoch erlaubte, seinen Taktstock zu sehen. Das Publikum begrüßte den Pierrot – in riesiger Halskrause unter dem angemalten ängstlichen Gesicht und kokett dargebotenen Beinen – mit unheilvollem Murmeln. Ich bewunderte es, wie Frau Zehme ihre Nervosität beherrschte und ohne auf das Zischen und Buhrufe zu achten, mutig ein Gedicht nach dem anderen vortrug. Es gab natürlich auch fanatischen Beifall der jüngeren Zuhörer, aber die Mehrheit des Publikums war empört.“
In Herwarth Waldens Kunstzeitschrift Der Sturm beschrieb Alfred Döblin die Uraufführung: „Das Konzert von Schönberg im Choralionsaal letzte Woche ist von einigen, der Mehrzahl der Berliner Musikkritiker zu groben Exzessen der Witzlosigkeit benutzt worden. Und man kann nicht sagen, dass die, die gar nicht schrieben, damit einen besseren Witz gemacht haben. Die Herren scheitern eben an der kleinsten Aufgabe. Sobald man sie zu einem selbständigen Urteil zwingt, versagen sie; was nicht im Trott der Konservatoriumsliteratur liegt, die einige von ihnen sicher vorzüglich gelernt haben, bleibt unverstanden. Subalterne Intelligenzen; mit der alleinigen Fähigkeit zur Pensionsberechtigung. Theoretisch ist diese Musik unangreifbar. Bleibt Schönberg. Ich habe ihn zum ersten Mal gehört. Hördauer vierzig Minuten, zu wundervollen Texten des Albert Giraud. Sie fesselt ungemein, diese Musik; es sind Klänge, Bewegungen drin, wie ich sie noch nicht gehört habe; bei manchen Liedern hatte ich den Eindruck, dass sie nur so komponiert werden können.“
Igor Strawinsky hatte die vierte Aufführung besucht und meinte sich 1936 zu erinnern, dass ihm das Stück als Rückfall in den überwunden geglaubten Beardsley-Kult vorgekommen sei, gleichwohl hatte er es seinerzeit sofort nach St. Petersburg zur Übernahme empfohlen. Schönberg erhielt von Giacomo Puccini ein Lob, während der US-amerikanische Kritiker James Huneker, ebenfalls bei der vierten Veranstaltung, gelitten hatte.
Presseberichte von der Prager Aufführung vom 24. Februar 1913:

„Gestern hat Herr Arnold Schönberg, der vielumstrittene Neuerer, seiner Lehren auch hier verkündet. Ob mit Erfolg oder nicht, ist schwer zu sagen, wenn man bedenkt, daß auf einer Seite begeisterter Beifall ertönte, während auf der anderen Zischen und Pfeifen, im Kammermusik-Verein bisher unbekannt gewesene Ausdrucksmittel, in Erscheinung traten.“

„Der Kammermusikverein – sonst die Stätte für schönes Können und Gönnen – wurde gestern zur Stätte häßlich schrillen Streites. Man hat in den der Harmonie geweihten Hallen des Rudolfinums eine solche Disharmonie niemals erlebt. Als Kleinroland erschien Arnold Schönberg auf dem Platze und forderte das Publikum mit seiner Lanze heraus... In Wien hat Schönberg am letzten Sonntag ein anderes Werk, seine Gurrelieder, unter Zustimmung des gesamten Publikums aufführen lassen; kommt er auch uns mit diesen seinen besseren Sachen, wird ihm hier niemand grollen.“

Der Musikwissenschaftler H. H. Stuckenschmidt bezeichnet Pierrot Lunaire als „eines der repräsentativsten Werke des zwanzigsten Jahrhunderts“.

## Eine Nacht. Ein Leben
1999 erschien eine filmische Adaption mit der Sopranistin Christine Schäfer, Regie Oliver Herrmann, bei der Elemente der Popkultur nicht nur in den Visuals im Vordergrund stehen. Geleitet wurde die Aufnahme von Pierre Boulez. Boulez’ Aufnahmen mit Christine Schäfer und Yvonne Minton gehören heute zu den anerkanntesten Interpretationen.

## Filmisches Remake von Bruce LaBruce 2014
–> Hauptartikel Pierrot Lunaire (2014)
Im Jahr 2014 veröffentlichte der Filmemacher Bruce LaBruce eine Filmversion von Pierrot Lunaire (51 min), die den Stoff in einen zeitgenössischen Kontext überführt. Der Film Pierrot Lunaire basiert auf der Theateradaption von Schönbergs Werk, die LaBruce 2011 am Berliner Theater Hebbel am Ufer inszenierte. Schönbergs Stück wurde vom Construction Site New Music Ensemble unter dem Dirigenten Premil Petrovic sowie von Susanne Sachsse interpretiert, letztere verkörpert auch den Pierrot im Film. Zusätzlich ist im Film in den Nachtclubszenen Techno zu hören, der ebenso wie Schönbergs Musik eine Revolution in der Musik darstellte.
Pierrot ist in LaBruce' Film ein Transmann, der als solcher von Columbines Vater abgelehnt wird. Die Geschichte, die LaBruce in den Stoff einwebt, basiert auf realen Ereignissen, die sich in den späten 70er Jahren in Toronto zutrugen. Ein trans Mann verliebt sich in eine junge Frau, die nichts von seiner Transgeschlechtlichkeit ahnt. Als die junge Frau ihrem Vater ihren Freund vorstellt, demaskiert dieser ihn als „nicht-männlich“ und verbietet seiner Tochter den weiteren Kontakt zu ihm. Voll Wut und Rage beweist der Transmann daraufhin dem Vater und der Geliebten seine „wahre“ Männlichkeit.
Der Film lief auf den Internationalen Filmfestspielen Berlin und wurde dort mit dem Teddy Award ausgezeichnet.

## DVD
- Arnold Schönberg: Pierrot lunaire, mit einer Dokumentation von Matthias Leutzendorff und Christian Meyer. Harmonia mundi, BelAir DVD THE 10130, 2012